# Эскадренные миноносцы проекта 31
Эскадренные миноносцы радиотехнической разведки проекта 31 — корабли, имевшие две классификации «корабль радиотехнической разведки» и «эскадренный миноносец» и состоявшие на вооружении ВМФ СССР. Модификация эсминцев типа 30-бис.

## История разработки

### Предварительное ОТЗ
В сентябре 1955 года адмирал С. Г. Горшков утвердил ОТЗ на переоборудование эсминцев типа 30-бис в корабли радиотехнической разведки. Подобные суда должны были вести оперативную, тактическую, радиоразведку и радиолокационную разведку; определять ТТД радиолокационных и радионавигационных систем противника, а также радиостанций связи, и создавать им помехи. Работа была доверена ЦКБ-57.

### Варианты проекта
В июне 1956 года были представлены три проекта эсминцев 30-бис. В первом проекте планировалось установить вместо старых зениток две счетверённые 57-мм ЗИФ-75 с дистанционным наведением от РЛС «Фут-Б». Во втором варианте предлагалось поставить три автомата ЗИФ-75. В третьем варианте предлагалось заменить главные котлы, а вооружение поставить как во втором варианте. В итоге именно второй вариант был выбран как наиболее эффективный, к нему были добавлены РБУ-2500 с системой стрельбы «Смерч» и гидроакустической станцией ГС-572 «Пегас-2М», а число автоматов уменьшили вдвое. Для усиления корабля корпус собирались подкреплять и настраивать, а также герметизировать и устанавливать стационарные системы дегазации, дезактивации и установки водяной завесы.

### Корректировки в ТТЗ
Утверждено новое ТТЗ было адмиралом Н. Е. Басистым 30 июля 1956 года с небольшой корректировкой, внесённой лично Николаем Ефремовичем (установка третьего 57-мм автомата). Для переоборудования постановлением Совета Министров СССР от 25 августа 1956 предполагалось выбрать восемь эсминцев. Однако в марте 1957 в институтах ВМФ заявили, что корабль является слишком слабым, а работа комплекса радиоразведки недостаточно эффективна. Вследствие этого работы по проекту должны были проводиться по откорректированному заданию, в котором были задачи усиления противолодочного вооружения и новейшие требования к кораблю РТР.
Через два дня после извещения о результатах рассмотрения техпроекта 31 было утверждено новое задание, согласно которому зенитные аппараты менялись на три одноорудийных 57-мм АУ ЗИФ-71 и два спаренных ЗИФ-31. Предназначением корабля теперь считались «противолодочная, противовоздушная и противокатерная оборона соединения кораблей в море, а также несение дозорной службы и ведение радиотехнической разведки». По настоянию МНТК позднее ЗиФ-31 была исключена, а к вооружению добавилась противолодочная самонаводящаяся торпеда СЭТ-53. После корректировки задания адмирал Горшков обратился к Министру обороны СССР Г. К. Жукову с просьбой утвердить ТТЗ на проект 31 и разрешить переоборудование 24 кораблей (по 8 для Северного и Тихоокеанского флотов, по 4 для Черноморского и Балтийского флотов). 3 июня 1957 проект был утверждён, а в ноябре завершилась его разработка (конструктором был Д. С. Барабаш).

## Описание корабля
Стандартное водоизмещение корабля достигало 2600 т, в связи с чем скорость снижалась с 36 до 33 узлов, а дальность плавания с 3600 до 3050 миль. Артиллерия главного калибра не менялась, однако уменьшались секторы обстрела башен. На корабле размещались пять одноствольных 57-мм автоматов ЗиФ-71 с дистанционным наведением от радиолокационной СУ стрельбой «Фут-Б». Для обнаружения воздушных и надводных целей предназначалась РЛС «Фут-Н» с антенной на грот-мачте. Торпедный аппарат вмещал пять торпед СЭТ-53, а управление велось при помощи системы ПУТС «Звук-31». На носовой надстройке, расширившейся до бортов, устанавливались две РБУ-2500 с системой ПУСБ «Смерч», также сохранились кормовые бомбосбрасыватели. Система целеуказания ГАС «Тамир-5Н» заменялась на ГС-572. Кроме того, на корабле была изменена форма надстройки и дымовых труб, а также демонтирован ненужный командно-дальномерный пост.
Аппаратура радиоразведки, состоящая из специальных армейских приёмников, перехватывала наиболее распространённые сигналы радиосвязи, анализировала передачи и вела пеленгование в KB и УКВ диапазонах. Для обнаружения работающих РЛС противника устанавливались станции поиска «Бизань-8», а для определения характера излучений и ТТД радиолокационных средств были задействованы три станции «Гафель», работающие в узких поддиапазонах частот (станции, установленные на разных кораблях (2 варианта исполнения пр.31), работали на разных частотах, и поэтому требовалось проводить совместную работу для правильного формирования картины обстановки). Однако они не охватывали коротковолновый диапазон 0,8-1,8 см, который использовался в иностранных флотах. Система защиты обеспечивалась максимально экономично.

## Мнения
В целом корабль отвечал современным требованиям только в части противолодочного вооружения. Зенитная артиллерия не обеспечивала защиту от самолётов, несмотря на свои возможности, а универсальной артиллерии главного калибра не было. Но самым главным недостатком был несовершенный комплекс радиотехнической разведки: приёмники имели слабые антенные устройства и входные контуры, не защищённые от наведённых напряжений при работе собственных средств связи, устройства обработки и анализа информации существовали только в береговом исполнении и не имели приборов стабилизации, и их надёжная работа в корабельных условиях вызывала сомнения. Также образцы пеленгаторов «Вершина» и «Отсек» не были доведены промышленностью до серийного производства и приняты на вооружение. В целом средства радиолокационной разведки оставляли открытой полосу частот, активно используемых в иностранных флотах, а разнесение аппаратуры по двум кораблям вызывало множество проблем.
Техуправление ВМФ вообще высказывалось против утверждения проекта, а в крайнем случае допускало только переобрудование двух кораблей для накопления опыта и уточнения требований к кораблям подобного класса. Но высказанные соображения не поколебали уверенности Главного Командования ВМФ в необходимости создания корабля на базе эсминца проекта 30-бис и убедили вернуться к варианту модернизации лишь восьми кораблей. В феврале 1958 года техпроект 31 был утверждён, а конкретные корабли определены и включены в производственные планы заводов.

## Модификация 31-П
Три месяца спустя после утверждения проекта 31 на совещании под руководством ГК ВМФ был рассмотрен и техпроект 31-П (уже без средств РТР). По итогам обсуждения проекта совещание предусмотренное зенитное вооружение недостаточным для противовоздушной обороны одного корабля. Противолодочное вооружение было пригодно для кораблей проекта 30-бис, но его установка без соответствующего усиления ПВО представлялась нецелесообразной. В качестве альтернативы было предложено снять артиллерию главного калибра, установив взамен три счетверённых АУ ЗиФ-75, но подобный вариант уже отвергался.

## Корабли данного типа
Модернизированными кораблями были эсминцы «Безбоязненный», «Бесшумный», «Верный», «Вихревой», «Огненный», «Опасный», «Охраняющий» и «Стремительный». Суда «Вихревой», «Охраняющий», «Верный» и «Опасный» сразу после окончания испытаний были поставлены в консервацию и, так и не вступив в строй в новом качестве, были списаны на металлолом в 1980-е годы. Это доказывало бесперспективность проекта 31. Среди недостатков, указанных в заключении Управлением государственной приёмки кораблей по приёмному акту головного корабля этого проекта «Бесшумный», проходившего госиспытания в июне 1960 на Черном море, отмечались сильные помехи, создаваемые береговыми комплексами радиоразведки собственным радиотехническим средствам, и неудобства, связанные с необходимостью парного использования кораблей.
Но именно «Бесшумный» явился первым кораблём отечественного ВМФ, получившим на вооружение штатные средства РТР, и в этом качестве вошёл в историю. «Стремительный» нёс службу в Краснознамённом Балтийском флоте, а «Бесшумный» и «Безбоязненный» совершили совместный переход по Северному морскому пути на Дальний Восток в 1961 году как часть Тихоокеанского флота. Наиболее бурная судьба досталась «Огненному», который успел побывать в составе всех трёх флотов Европейской части СССР, а в 1971 году находился в зоне боевых действий, оказывая поддержку Вооружённым силам Египта. Предполагается, что он обеспечивал данные радиоразведки и впервые использовал свои способности. Дольше всех в строю оставался головной эсминец «Бесшумный», который в качестве УТС прослужил до 1994 года.